# جوخه‌های پرواز
جوخه‌های پرواز  (به انگلیسی: Flying Squads) یک سریال تلویزیونی هنگ کنگی در ژانر داستان جنایی و اکشن محصول سال ۱۹۸۹ است که توسط کمپانی تی‌وی‌بی ساخته شده و با بازی دانی ین ، پائولین یانگ و ادی کوان همراه می‌باشد.   